# Nela Martínez Espinosa

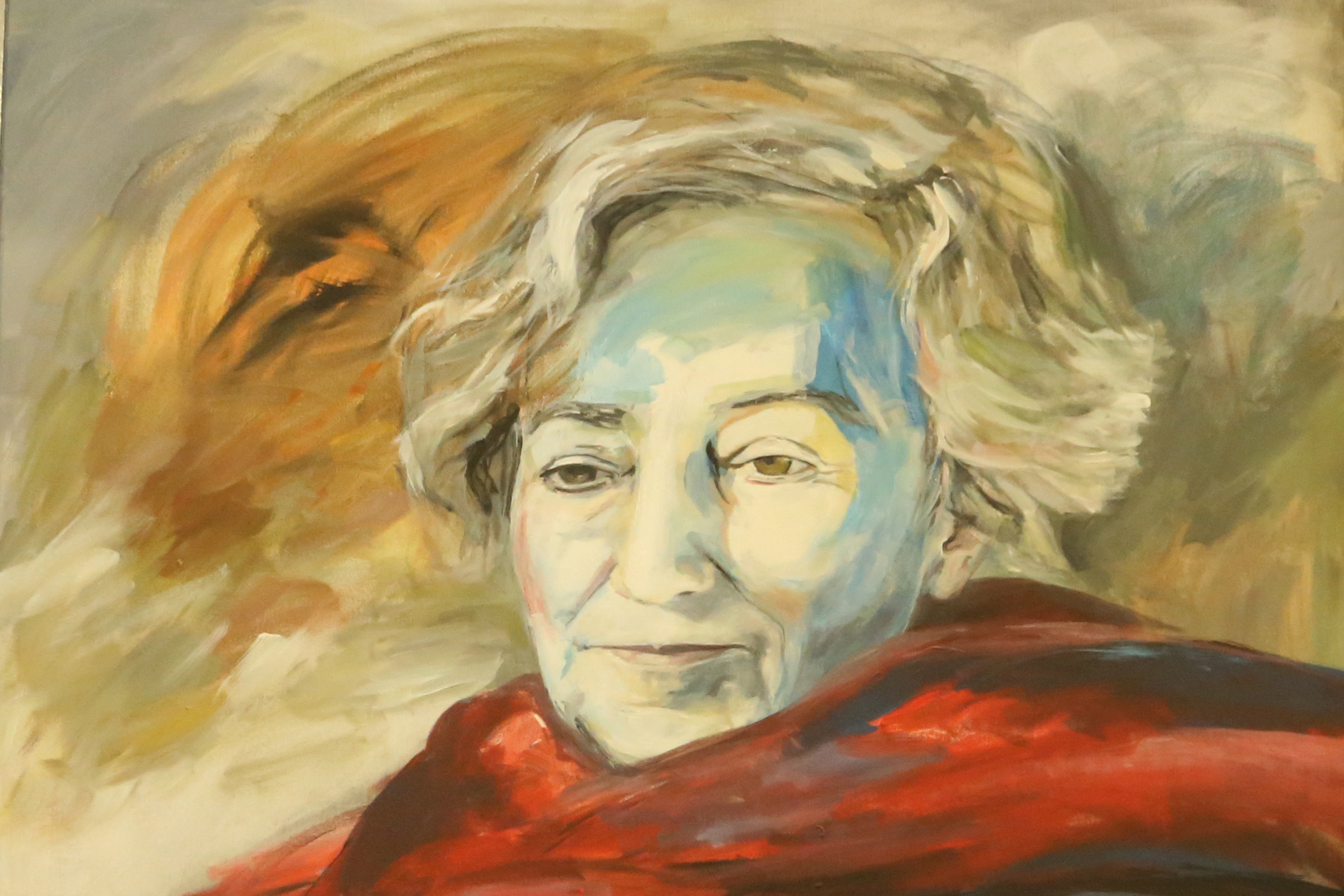
Pintura da Nela Martínez por Asamblea Nacional del Ecuador.

Nela Martínez Espinosa (Cañar, 24 de novembro de 1912 — Havana, 30 de julho de 2004) foi uma política e escritora equatoriana. 

## Biografia
Aficionada pela escrita desde a infância, ingressou no Partido Comunista do Equador durante a sua adolescência, chegando a dirigir tal agrupamento político. 
Participou ativamente da revolução La Gloriosa em 28 de maio de 1944, que derrubou o ditador Carlos Arroyo del Río e foi artífice da direção da tomada do Palácio do Governo. Durante dois dias, esteve no cargo do governo equatoriano. Tornou-se assim a primeira mulher a dirigir o Equador, embora sem uma nomeação oficial; tal qual antes o tinha feito Marieta de Veintimilla, que seu tio Ignacio de Veintimilla encarregava do poder bastante seguido. Posteriormente viria a ser a primeira mulher deputada da Assembleia Nacional do Equador.
Participou da criação e liderança de diversas organizações sociais, como a União Revolucionária de Mulheres Equatorianas, a Aliança Feminina Equatoriana, a Federação Equatoriana de Índios (primeira organização indígena do Equador), o sindicato Confederação de Trabalhadores do Equador, da Frente Continental de Mulheres contra a Intervenção dos Estados Unidos. Nela se destacou por sua luta anti-intervencionista e anti-imperialista contra o governo dos Estados Unidos. 
Casou-se em 1934, com o romancista e ensaísta Joaquín Gallegos Lara, divorciando-se pouco tempo depois.
Faleceu em 30 de julho de 2004, aos 91 anos, em Havana.